# Майна чорнокрила
Ма́йна чорнокрила (Acridotheres melanopterus) — вид горобцеподібних птахів родини шпакових (Sturnidae). Ендемік Індонезії.

## Опис

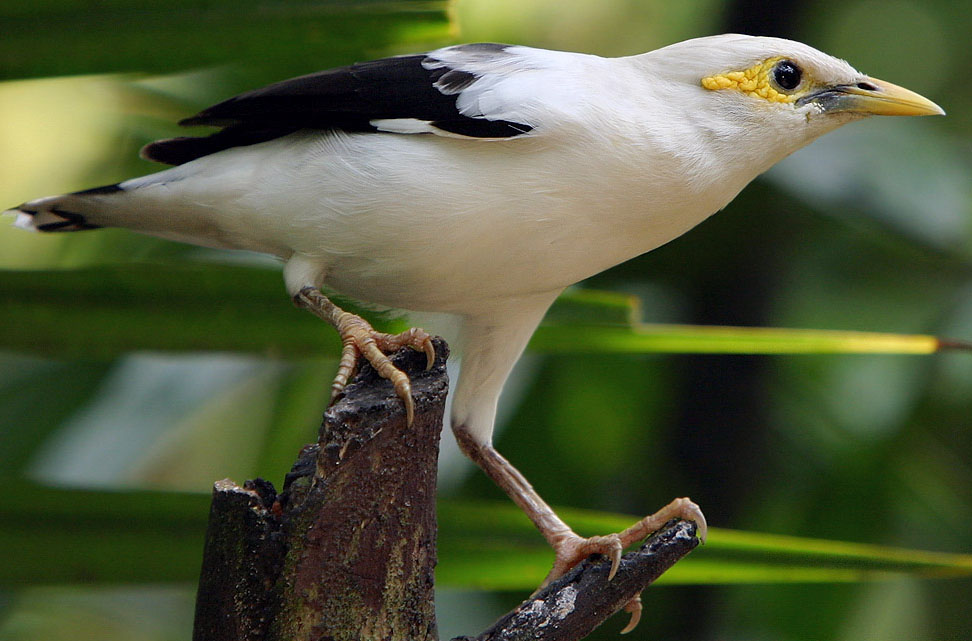
Acridotheres melanopterus

Довжина птаха становить 22—24 см, розмах крил 120—129 см. Забарвлення переважно біле, за винятком блискучо-чорних крил і хвоста. Пера на голові іноді мають легкий охристий відтінок, пера на тімені і потилиці іноді дещо видовжені й формують короткий чуб. Першорядні махові пера чорнувато-сірі або чорнуваті з легким бронзово-зеленим відблиском, біля основи білі, другорядні махові пера також чорні. Покривні пера крил білі. Хвіст чорний з білою смугою на кінці. Дзьоб і лапи жовті, райдужки темно-карі. Навколо очей плями жовтуватої або рожевуватої голої шкіри. Виду не притаманний статевий диморфізм.
У молодих птахів тім'я, потилиця і спина мають сірий відтінок, а чуб і плями голої шкіри навколо очей відсутні. У представників підвиду A. m. tricolor спина сіра, а крила помітно чорніші, ніж у представників номінативного підвиду. Представники підвиду A. m. tertius мають подібне забарвлення, однак сірий відтінок на спині у них поширюється до хвоста. Голос — гучний, різкий свист.

## Підвиди
Виділяють три підвиди:
- A. m. melanopterus (Daudin, 1800) — острови Ява (за винятком південного сходу) і Мадура;
- A. m. tricolor (Horsfield, 1821) — південний схід Яви;
- A. m. tertius (Hartert, EJO, 1896) — острови Балі, Нуса-Пеніда і Ломбок.

## Поширення і екологія
Чорнокрилі майни раніше зустрічалися на Яві, Балі і деяких сусідніх островах, однак наразі їх ареал є значно обмеженим. Вони живуть на полях і пасовищах, трапляються у вологих мусонних лісах, на узліссях і в рідколіссях, раніше спостерігалися поблизу людських поселень. Зустрічаються переважно в низовинах, однак на заході Яви спостерігалися на висоті 1300 м над рівнем моря, а на сході острова на висоті 2400 м над рівнем моря.
Чорнокрилі майни зустрічаються парами та невеликими зграйками, часто приєднуються до змішаних зграй птахів разом з балійськими шпаками. Живляться плодами, нектаром і комахами. На заході Яви сезон розмноження у них триває з березня по травень, на Балі гніздування припадає на червень. Чорнокрилі майни гніздяться в дуплах дерев або в тріщинах серед скель, які встелюють гілочками. У кладці 3—4 блакитних яйця.

## Збереження
МСОП класифікує цей вид як такий, що перебуває під загрозою зникнення. Підвид melanopterus, ймовірно, вимер у дикій природі, а нещодавні спостереження, на думку дослідників, відносять до птахів, що втекли з неволі, або є тими, яких спеціально випустили на волю з метою відновлення популяції. Представники підвиду tricolor є найбільш численними, близько 180 представників цього підвиду мешкає в Національному парку Балуран, а також кілька пар мешкає в парку Алас Пурво. Підвид tertius, за останніми оцінками, нараховує від 35 до 100 птахів, більшість з яких мешкає в Національному парку Балі-Барат. Таким чином, загальна популяція чорнокрилих майн становить приблизно від 220 до 285 птахів. з яких більшість мешкає в Національному парку Балуран. Чорнокрилим майнам загрожує вилов з метою продажу на пташиних ринках.